# Johann Wolthus von Herse
Johann Wolthus von Herse (auch Waldhaus von Heerse; † 1471 oder 1472) war von 1470 bis zu seinem Sturz 1471 Landmeister in Livland des Deutschen Ordens.

## Leben
Johann Wolthus von Herse stammte aus der Grafschaft Mark. 1451 war er Kumpan in Soneburg und vor 1459 vermutlich Landvogt von Karkus. 1459 bis 1463 war er Vogt von Narwa, 1466 bis 1468 Komtur von Marienburg (heute Alūksne) und 1468 bis 1470 Komtur von Reval (heute Tallinn). 1470 wurde er zum Landmeister gewählt.
Während seiner Amtszeit als Landmeister wurde die Ordensburg Tolsburg (auch Vredeborch, heute Toolse) im Norden Estlands und die gleichnamige Vogtei gegründet. Auch plante er möglicherweise ein gegen das Großfürstentum Moskau gerichtetes Bündnis zwischen Livland und Nowgorod.
Johann Wolthus von Herse bemühte sich um eine Reform der inneren Ordnung des Livländischen Zweiges des Ordens, um einer kriegerischen Bedrohung, vor allem durch das Großfürstentum Moskau, besser begegnen zu können. Auch eigener Machtanspruch mag dabei eine Rolle gespielt haben. Konsequent überging er das Generalkapitel des Ordens, was zu Spannungen führte. Ab September 1471 hatte er sich große Macht für außenpolitische Schritte verschafft, die auch gegen Litauen zielten, mit dem der Orden in Grenzstreitigkeiten lag. Kurze Zeit später wurde Johann Wolthus von Herse aber durch eine Oppositionsgruppe um Bernd von der Borch gestürzt und im Herbst 1471 verhaftet. Möglicherweise wurde der 1472 in der Gefangenschaft ermordet.

## Rezeption
- Karl Stavenhagen: Johann Wolthuß von Herse. Eine Tragödie. In: Baltische Monatsschrift, 56. Band (45. Jg.), Heft 9 u. 10. (1903), S. 129–164 u.  239–306 (Digitalisat in der LNB).